# SSHFS

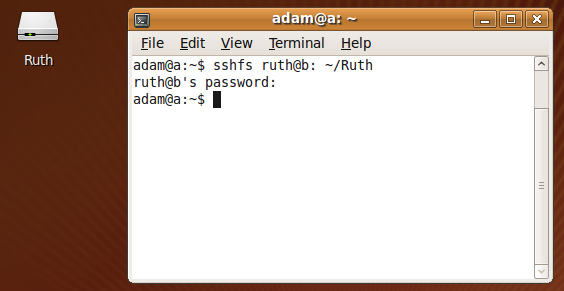

SSHFS è un file system per i sistemi operativi unix-like (macOS, Linux, BSD), di cui esiste anche un port per Windows. Questo file system permette di montare in locale una directory posizionata su un server remoto in cui gira SSH, similmente a quanto avviene con le cartelle condivise di netbios/samba ma con il vantaggio di avere una connessione cifrata non intercettabile (tramite ssh). Questo software implementa il modulo del kernel FUSE.

## Utilizzo
Per montare una directory si invia questo comando:
```
sshfs
 
[
<utente>@
]
<server>:</directory/da/montare>
 
<directory_locale>

```

in cui <utente> è il nome utente, <server> è l'indirizzo del server, </directory/da/montare> è l'indirizzo della directory da montare (remota) e <directory_locale> è l'indirizzo della directory su cui montare(locale).
Per smontare invece:
```
fusermount
 
-u
 
<directory_locale>

```

oppure in macOS:
```
umount
 
<directory_locale>

```